# Пейнтън
Пейнтън (на английски: Paignton) е курортен крайбрежен град разположен в община Торбей, графство Девън, Югозападна Англия. Населението на града към 2001 година е 47 398 жители.
Заедно с градовете Торки и Бриксам, Пейнтън формира туристически район наричан „Английската ривиера“.

## География
Пейнтън е разположен на югоизточното крайбрежие на графството по бреговата линия на залива Торбей към „Английския канал“, наричан още Ла Манш. Градът се намира на около 30 километра южно от главния град на областта – Ексетър и на около 295 километра югозападно от Лондон.
С разрастването си, градът се е слял със съседните крайбрежни села – Престън и Гудрингтън.

## Демография
Изменение на населението за период от две десетилетия 1981 – 2001 година:
| година    | 1981 | 1991   | 2001   |
| --------- | ---- | ------ | ------ |
| население | ---  | 42 989 | 47 398 |